# Polana fina
Polana fina är en insektsart som beskrevs av Delong och Freytag 1972. Polana fina ingår i släktet Polana och familjen dvärgstritar. Inga underarter finns listade i Catalogue of Life.